# 海姆拉德

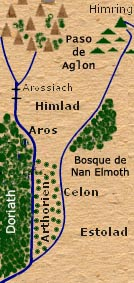
海姆拉德的地圖

在托爾金（J. R. R. Tolkien）的小説裡，海姆拉德（Himlad）是中土大陸貝爾蘭（Beleriand）東北的一個地名，位處凱龍河（Celon）及阿羅斯河（Aros）之間。北部連接洛斯蘭恩（Lothlann）的邊界是海姆瑞恩（Himring）及梅斯羅斯防界（March of Maedhros）。海姆拉德及艾格隆狹道（Pass of Aglon）都由凱勒鞏（Celegorm）及庫路芬（Curufin）統治。

## 外部連結
- 海姆拉德 （页面存档备份，存于）在阿爾達百科全書上的條目（英文）